# Ignacio Aranguren
Ignacio Aranguren Gallués (Pamplona, 1953) es un profesor y director de teatro español, cuya trayectoria profesional ha transcurrido en su comunidad natal, Navarra.

## Biografía
El profesor Ignacio Aranguren ha sido director del Taller de Teatro del Instituto Navarro Villoslada de Pamplona durante 35 años. A lo largo de este tiempo ha puesto en escena con sus alumnos textos de Bertolt Brecht, Alarcón, Valle-Inclán, Buero Vallejo, Jardiel Poncela, Quevedo, Shakespeare, Aristófanes, Arthur Miller, Tolstoi, Molière y un largo etcétera. Sus montajes se han representado en teatros de Almagro, Madrid, Sagunto, Grenoble, Bruselas o Anglesey.
Su labor docente con los más de 1.000 alumnos que han pasado por el taller de teatro ha tenido un reconocimiento público nacional e internacional. Entre otros reconocimientos ha recibido el primer premio en las ediciones de 2006, 2008 y 2011 de los Buero Vallejo, o el Premio Giner de los Ríos de Innovación Educativa por un proyecto con otros docentes para formar un taller teatral intercentros: el proyecto Trompolino, y el Premio "Príncipe de Viana" de la Cultura 2016.
Su contacto con el arte dramático se remonta a las bambalinas del Teatro Gayarre de Pamplona donde se curtió en las labores de utillería. Además, formó parte del grupo aficionado El Lebrel Blanco.